# Sándor Szandra
Sándor Szandra (Budapest, 1982. március 29. –) magyar ruhatervező, a Nanushka márka alapítója és kreatív igazgatója. Első kollekciójával 2006-ban mutatkozott be a magyar közönség előtt, amellyel sikeresen elnyerte az Év Fiatal Divattervezője díjat. Kollekciói egyre nagyobb népszerűségnek örvendenek, jelenleg a világ százharminc országában elérhetőek kreációi.

## Élete
Édesanyja a vasfüggöny leomlását követően az elsők közt kezdett gyermekdivattal foglalkozó vállalkozásba, így Szandra már egészen kislány korában megismerkedett a divatszakmával. Tanulmányait a London College of Fashion  intézményében folytatta, onnan hazatérve alapította meg saját márkáját, melyet becenevére, a Nanushkára keresztelte. Divatmárkája 2006 óta érhető el a magyar közönség számára. Első elismeréseit nagyon hamar megszerezte, 2008-ban a Forbes A jövő ígérete díjat kapta. 2016-ban Baldaszti Péter csatlakozását követően vállalkozása nyitott a nemzetközi piac felé, mára Los Angeles-ben üzemeltet Pop-up store-t, kreációit pedig olyan hírességek hordják, mint Uma Thurman vagy Emma Watson.
Tervezői filozófiája, hogy ötvözi a modern eleganciát  az urbán életmód funkcionális kényelmével –  kollekciói a nőiesség egyedülálló, kortárs értelmezését kínálják. Szandra legfontosabb törekvése  egy olyan repertoár kialakítása, melyben a darabok  egyszerűen variálhatók, illeszkednek viselőjük  életmódjához. Elemi inspirációja a változatos kultúrák találkozása, kollekcióiban Kelet és Nyugat hatásai találnak összhangra. 2017-ben elnyerte az Instyle év tervezője díját, 2018. októberében pedig elnyerte a Magyar Turisztikai Ügynökség Pro Turismo-díját.

## Tervezői filozófiája
Szandra a Nanushka elnevezésű divatmárka kreatív igazgatója, tervezője. Kollekcióiban megkísérli ötvözni a modern eleganciát  az urbán életmód funkcionális kényelmével, szeretné a végletek közti harmóniát megteremteni darabjaival. Szandra saját elmondása szerint legfontosabb törekvése egy olyan repertoár kialakítása, amiben a ruhadarabok  egyszerűen variálhatók és illeszkednek viselőjük  életmódjához. Legfontosabb inspirációja a változatos kultúrák találkozása, Kelet és Nyugat hatásait kombinálja. Budapest ilyen tekintetben is kulcsfontosságú hely számára, ugyanis a tervezési folyamat a mai napig itt történik, valamint  gyakran építi be kollekcióiba a Budapestre jellemző építészeti, gasztronómiai és esztétikai jegyeket. Alapelve a funkcióvezérelt esztétika, véleménye szerint ha egy darab kialakításában a funkcionalitás is hangsúlyos szerepet kap, akkor az letisztult és célszerű lesz, ami számára egyet jelent a szépséggel.

## Mérföldkövek
Szandra vállalkozásába 2016-ban lépett be vőlegénye, Baldaszti Péter, aki belépésével egy teljesen új üzleti modell létrehozásához kezdett. Ugyanezen az éven lépett be befektetőként az Exim Bank, akik segítségével elindult a már megújult és rekonceptualizált gazdasági és marketing stratégiai alapokon nyugvó vállalkozás felfelé ívelése. a márka határozott lépéseket tett a nemzetközi piacra lépés érdekében, ez pedig nagyon hamar eredményekhez vezetett.
Sándor Szandra az első olyan magyar tervező, akinek kollekcióit a New York Fashion Week keretein belül, a hivatalos kalendárium kereti közt prezentálhatta. 2018. tavaszán debütált a New York Fashion Week ideje alatt, önálló prezentációval, idén szeptemberben pedig a hivatalos programba kerülve mutatta be a 2019-es tavaszi-nyári kollekcióját.
2018. februárjában megnyitotta Los Angelesben saját pop-up storeját, amivel szintén az elsők között van hazánkban.  